# Прісні води

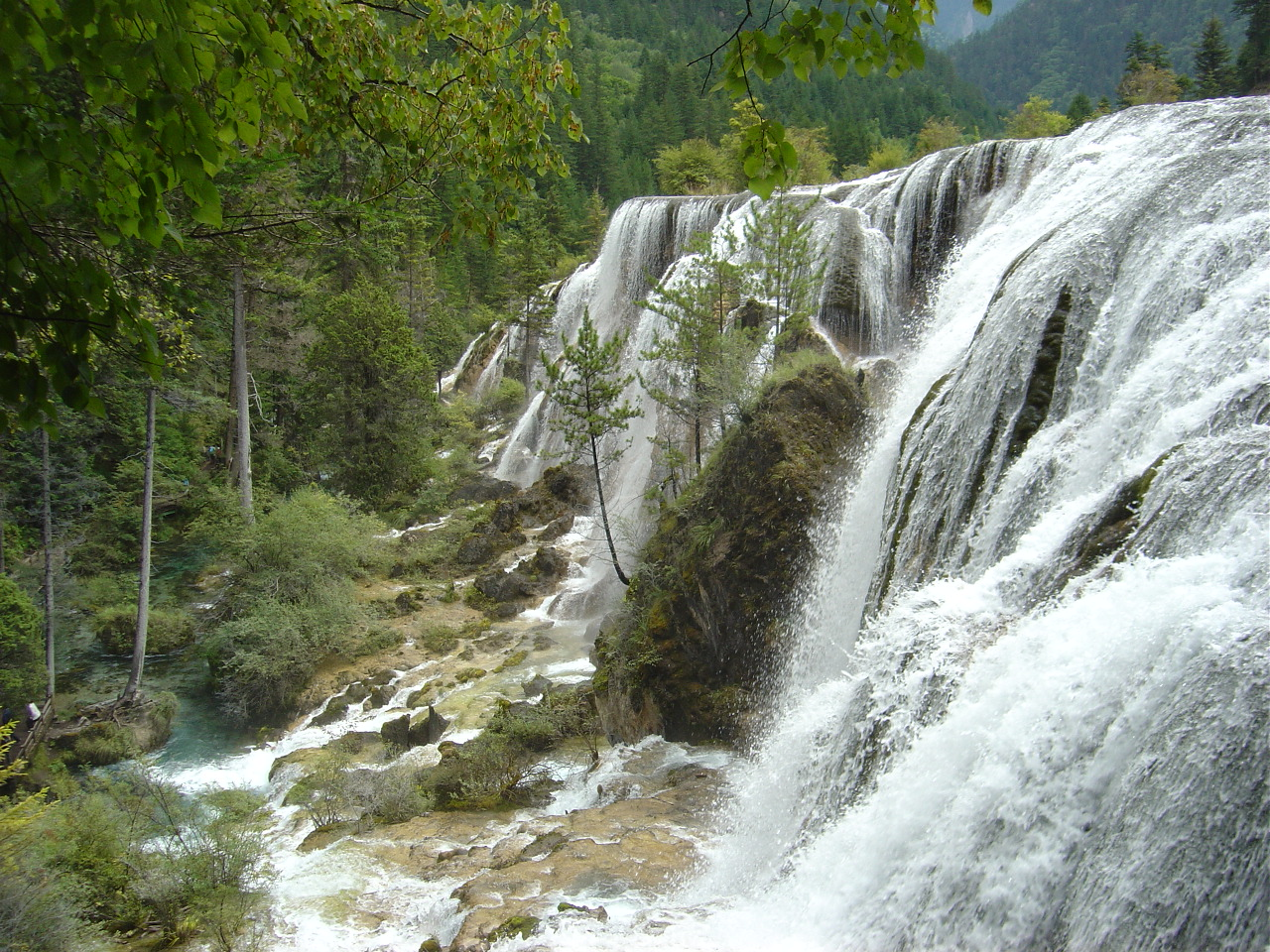
Водоспад

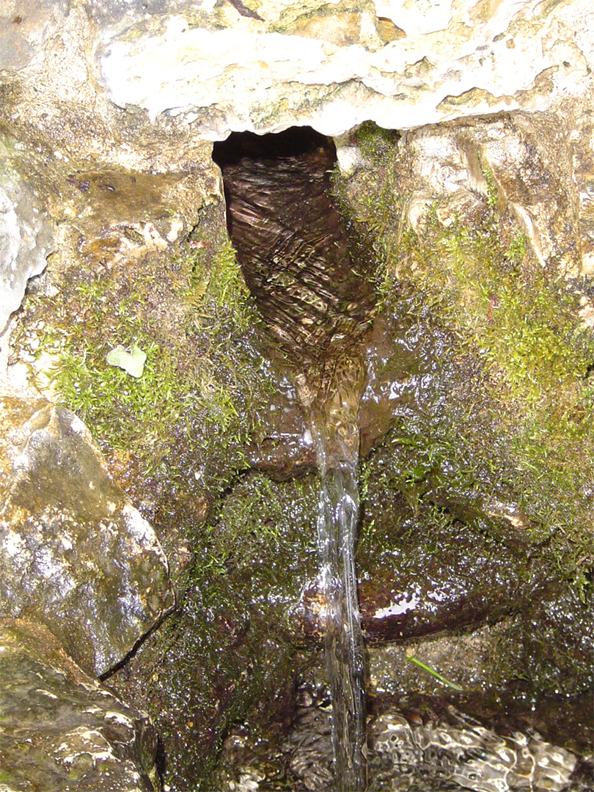
Джерело

Прісні води (англ. fresh (sweet) water; нім. Süsswasser n) — природні води з мінералізацією до 1 ‰ (проміле), вода з вмістом солі, меншим за 1‰ (1 г/дм³ або 1000 мг/дм³). Крижані масиви в полярних регіонах і льодовики містять у собі найбільшу частину прісної води землі.
За різними даними частка прісної води на Землі становить 2,5—3 %.

## Чисельне визначення
| Мінералізація (солоність) води, ‰ | Мінералізація (солоність) води, ‰ | Мінералізація (солоність) води, ‰ | Мінералізація (солоність) води, ‰ |
| --------------------------------- | --------------------------------- | --------------------------------- | --------------------------------- |
| Прісна вода                       | Солонувата вода                   | Мінералізована вода               | Ропа                              |
| < 1,0                             | 1-10                              | 10—50                             | > 50                              |

## Запаси прісної води на Землі
Прісна вода міститься у річках, прісних озерах, водосховищах, підземних резервуарах (артезіанські води), у хмарах, льодовиках тощо. У льодовиках міститься 85 % прісної води.
Частка прісної води на Землі становить 2,5—3 %. 
Прісні води — це найцінніше джерело водопостачання питної води, тому людство повинно їх охороняти від забруднення з метою дотримання необхідної якості води. 
| Частини гідросфери  | Об'єм прісної води, км3 | % від даної частини гідросфери | % від загального об'єму прісної води |
| Льодовики           | 24000000                | 100                            | 85                                   |
| Підземні води       | 4000000                 | 6,7                            | 14                                   |
| Озера і водосховища | 155000                  | 55                             | 0,6                                  |
| Ґрунтова волога     | 83000                   | 98                             | 0,3                                  |
| Пара атмосфери      | 14000                   | 100                            | 0,05                                 |
| Річкові води        | 1200                    | 100                            | 0,004                                |
| Всього              | 28253200                | -                              | 100                                  |

В 2023 році, за результатами дослідження, вчені з'ясували, що за останні 30 років зникло понад 600 кубічних кілометрів прісної води, що у 17 разів більше, ніж зберігається у найбільшому водосховищі США Мід (штат Невада).